# История на Полша
Историята на Полша започва с преселването на славяните, които създават трайни заселвания на полските земи през Ранното средновековие. Първата управляваща династия, Пястите, се появява през X век. Княз Мешко I се счита де факто за създател на полската държава и е широко признат за разпространението и приемането на западното християнство, което е последвано от покръстването през 966 г. Държавата, която Мешко управлява, е официално установена като средновековно кралство през 1025 г. от сина му Болеслав I Храбри. Може би най-успешният от кралете на Пястите е последният, Кажимеж III Велики, който управлява в период на икономически просперитет и териториално разширение преди смъртта си през 1370 г. без мъжки наследници. Периодът на Ягелонската династия през XIV – XVI век води до тесни връзки с Великото литовско княжество, културен ренесанс в Полша и териториална експанзия, кулминираща в създаването на Полско-литовската държава (Жечпосполита) през 1569.
В своите ранни фази Жечпосполита успява да поддържа нивата на просперитет, постигнати през ягелонския период чрез забележителното развитие на изтънчена благородна демокрация. От средата на XVII век обаче голямата държава навлиза в период на упадък, причинен от опустошителни войни и влошаване на политическата система. Значителни вътрешни реформи са въведени през късния XVIII век, най-вече в Конституцията от 3 май 1791 г., но съседните сили не позволяват на реформите да напреднат. Независимото съществуване на Жечпосполита приключва през 1795 г. след серия от инвазии и разделяния на полска територия, извършени от Руската империя, Пруското кралство и Хабсбургската монархия.
От 1795 до 1918 не съществува независима полска държава, въпреки че действат силни полски съпротивителни движения. След провала на последното военно въстание срещу Руската империя, Януарското въстание от 1863 г., нацията запазва своята идентичност чрез образователни инициативи и програма за „органична работа“, предназначена да модернизира икономиката и обществото. Възможност за възстановяване на независимостта се отваря едва след Първата световна война, когато трите разделящи имперски сили са крайно отслабени след войната и революцията. Втората полска република, създадена през 1918 г., съществува като независима държава до 1939 г., когато нацистка Германия и Съветския съюз я унищожават с операция „Вайс“ в началото на Втората световна война. Милиони полски граждани загиват по време на нацистката окупация на Полша между 1939 и 1945 г., тъй като Германия класифицира етническите поляци и други славяни, евреи и роми (цигани) като подчовеци. Западният напредък на съветската Червена армия през 1944 и 1945 принуждава силите на нацистка Германия да се оттеглят от Полша, което води до създаването на комунистическа държава, известна от 1952 г. като Полска народна република.
Към края на 80-те години полското реформационно движение Солидарност става решаващо за постигането на мирен преход от комунистическа държава към капиталистическа икономическа система и либерална парламентарна демокрация. Този процес довежда до създаването на съвременната полска държава: Третата полска република, основана през 1989 г.

## Праистория и протоистория
Членове на рода Homo са жиивели в Централна Европа в продължение на хиляди години от последните периоди на праисторическо заледяване. В праисторически и протоисторически времена, през период от най-малко 500 хил. години, територията на днешна Полша преминава през етапите на развитие на каменната епоха, бронзовата епоха и желязната епоха заедно с близките региони. Неолитният период навлиза в културата на линейната керамика, чиито основатели са мигрирали от района на река Дунав, около 5500 г. пр.н.е. Тази култура се отличава с установяването на първите заселни земеделски общности на съвременна полска територия. По-късно, между около 4400 и 2000 г. пр.н.е., местните постмезолитични популации също приемат и допълнително развиват селскостопанския начин на живот.
Ранната бронзова епоха в Полша започва около 2300 – 2400 г. пр.н.е., а желязна епоха започва. 700 – 750 г. пр.н.е. Една от многобройните култури, които са били разкрити, лужишката култура, обхваща бронзовата и желязната епоха и оставя забележителни селища. Около 400 г. пр.н.е. в Полша се заселва келти от Латенската култура. Скоро са последвани от новопоявилите се култури със силен германски компонент, повлияни първо от келтите и после от Римската империя.

## Период на Пястите (X век – 1385 г.)
Полша е основана като държава под династията Пясти, която управлява страната между X и XIV век. Исторически записи за официална полска държава започват с княз Мешко I през втората половина на X век. Мешко, който започва да управлява преди 963 г. и продължава да бъде полски монарх до смъртта си през 992 г., избира да бъде кръстен по западния латински ритуал, вероятно на 14 април 966 г., след брака му с християнката принцеса Доубравка Пшемисловна. Това събитие става известно като покръстването на Полша и често се използва за отбелязване на символично начало на полската държавност. Мешко завършва обединението на западните славянски племена, което е фундаментално за съществуването на новата страна. След възникването си полската нация е водена от редица владетели, които покръстват населението, създават силно кралство и отличителна полска култура, интегрирана в по-широка европейска култура.
Синът на Мешко, княз Болеслав I Храбри (992 – 1025) създава полска църковна структура, преследва териториални завоевания и официално е коронясан като първия крал на Полша през 1025 г. в края на живота си. Болеслав също се стреми да разпространи християнството в части от Източна Европа, които все още са езичници, но претърпява неуспех, когато най-големият му мисионер, Адалберт Пражки, е убит през 997 г. в Прусия. По време на Конгреса в Гнезно през 1000 г. свещеният римски император Ото III признава архиепископията на Гнезно, институция от решаващо значение за продължаващото съществуване на суверенната полска държава. По време на управлението на наследника на Ото, свещеният римски император Хайнрих II, Болеслав води продължителни войни с Кралство Германия между 1002 и 1018 г.
Експанзивните акции на Болеслав пренатоварват военните ресурси на ранната полска държава, което води до разпадане на монархията. Възстановяването се извършва при Кажимеж I (1039 – 58 г.). Синът на Кажимеж Болеслав II Щедри (1058 – 79 г.) навлиза в конфликт с епископ Станислав Шчепановски, което сериозно вреди на управлението му. Болеслав урежда убийството на епископа през 1079, след като е отлъчен от полската църква по обвинения в прелюбодейство. Този акт предизвиква бунт от полски благородници, които довеждат до експулсирането на Болеслав от страната.
След като полската кралска линия и клонът на Пястите изчезват през 1370 г., Полша попада под управлението на Лайош I Велики от Анжуйската династия, която председателства съюз между Унгария и Полша, който продължава до 1382 г. През 1374 г. Лайош дава на полското дворянство кошицка привилегия да осигури наследяването на трона на една от дъщерите си в Полша. Най-малката му дъщеря Ядвига сяда на полския трон през 1384 година.

## Ягелонска династия (1385 – 1572)

### Династичен съюз с Литва, Владислав II Ягело
През 1386 г. великият литовски княз Йогалия се жени за полската кралица Ядвига. Този съюз му позволява да стане крал на Полша и да управлява като Владислав II Ягело до смъртта си през 1434. Бракът създава полско-литовски съюз, управляван от Ягелонската династия. Първата от серия унии е Кревската уния от 1385, в която се договаря бракът на Йогалия и кралица Ядвига. Полско-литовското партньорство носи огромни региони на Рутения, управлявани от Великото литовско княжество, в сферата на управление на Полша и се оказва благотворно и за двете нации, които съжителстват и си сътрудничат в една от най-големите политически структури в Европа за следващите четири века. Когато кралица Ядвига умира през 1399 г., Полша е изцяло в ръцете на съпруга ѝ.
При балтийския регион борбата на Полша с тевтонските рицари продължава и кулминира в битката при Таненберг (1410) – голяма победа, която поляците и литовците не успяват да подемат с решителен удар срещу главното седалище на Ордена в замъка Малборк.
Привилегиите на шляхтата (дворянството) продължават да нарастват и през 1425 се формулира Neminem captivabimus, който защитава благородниците от произволни кралски арести.

### Владислав III и Кажимеж IV Ягелончик
Управлението на младия Владислав III (1434 – 44), син на Владислав II, който управлява като крал на Полша и Унгария, е прекратено от смъртта му в битката при Варна срещу силите на Османската империя. Това бедствие довежда до интерегнум от три години, който завършва с възкачването на брата на Владислав – Кажимеж IV Ягелончик през 1447 г.
Критичното развитие на ягелонския период е съсредоточено по време на продължителното управление на Кажимеж IV, което продължава до 1492 г. През 1454 г. Кралска Прусия е инкорпорирана от Полша и Тринадесетгодишната война от 1454 – 1466 г. с Тевтонската държава.

### Ранна Полша при Зигмунт I и Зигмунт II
През XVI век протестантските реформационни движения навлизат дълбоко в полското християнство и последвалата Реформация в Полша включва редица различни деноминации. Политиките на религиозната толерантност, които се развиват в Полша, са почти уникални в Европа по онова време и много от хората, които бягат от религиозни конфликти, намират убежище в Полша. Управленията на крал Зигмунт I (1506 – 1548) и крал Зигмунт II (1548 – 1572) съвпадат с интензивното култивиране на култура и наука (Златен век в Ренесанса в Полша), като най-известният представител е астрономът Николай Коперник. През 1525 г. по време на управлението на крал Зигмунт I Тевтонският орден е секуларизиран и херцог Албрехт фон Бранденбург отдава почит пред полския крал, Мазовия най-накрая е изцяло инкорпорирана към Полската корона през 1529 г.
Управлението на Зигмунт II слага край на Ягелонския период, но води до Люблинската уния (1569), крайното изпълнение на обединението с Литва. Това споразумение прехвърля Украйна от Великото литовско херцогство към Полша и трансформира полско-литовската държава в реална уния, запазвайки го отвъд смъртта на бездетния Зигмунт II, чието активно участие дава възможност за завършването на този процес.
Ливония в най-североизточната част е инкорпорирана от Полша през 1561 г. и Полша влиза в Ливонската война срещу Русия. Йезуитите, които пристигат през 1564 г., оказват голямо влияние върху историята на Полша.

## Полско-литовска държава

### Създаване (1569 – 1648)

#### Люблинска уния
Люблинската уния от 1569 г. създава полско-литовската държава Жечпосполита, една по-тясно обединена федерална държава, в сравнение с по-ранното политическо споразумение между Полша и Литва. Съюзът до голяма степен се управлява от аристокрацията чрез системата на централен парламент и местни асамблеи, но се ръководи от избрани крале. Официалното управление на аристокрацията, което е пропорционално по-голямо от това в други европейски страни, представлява ранна демократична система, за разлика от абсолютните монархии, преобладаващи тогава в останалата част на Европа. Началото на съюза бележи период на голяма политическа сила и напредък, цивилизованост и просперитет в полската история. Полско-литовската държава става влиятелен участник в европейските дела и важна културна сила, която разпространява западната култура (с полски характеристики) на изток. През втората половина на XVI век и първата половина на XVII век Жечпосполита е една от най-големите и най-гъсто населените държави в Европа, с площ, достигаща един милион квадратни километра и население около десет милиона. Религиозната толерантност е гарантирана на национално ниво със заключителния документ на Варшавската конфедерация през 1573 г.

#### Първи избрани крале
След като през 1572 г. управлението на Ягелонската династия приключва, Анри III печели изборите през 1573. Трябва да се съгласи със задължителните споразумения pacta conventa, но напуска Полша през 1574 г., когато се разнасят слухове за френския трон, за който той е предполагаем наследник. Той остава номинален владетел на държавата до 1575 г. От самото начало кралските избори увеличават чуждото влияние, тъй като чуждестранни сили се опитват да манипулират полските благородници да назначават кандидати, удобни за техните интереси. Следва управлението на унгарския крал Стефан Батори (1576 – 86).

#### Първи крале от династията Васа
Период на управление при шведската династия Васа започва през 1587. Първите двама крале от династията, Зигмунт III (1587 – 1632) и Владислав IV (1632 – 48), непрестанно лобират за присъединяване към шведския трон, постоянен източник на разсейване за външните работи на Полско-литовската държава. Междувременно Католическата църква предприема идеологическа контраофанзива, а Контрареформацията има голямо влияние сред полските и литовските протестанти. През 1596 г. Брестката уния разделя източните християни от Жечпосполита и се създава Украинска гръкокатолическа църква с Източен обред, но подчинена на папата. През 1606 – 8 г. протича Зебжидовското въстание срещу Зигмунт III.
Държавата води битки с Русия между 1605 и 1618 за превъзходство в Източна Европа по времето на руското Смутно време – период, познат като Полско-руската война. Усилията довеждат до разширяване на източните територии на Полско-литовската държава, но целта за завземане на руския престол за полската управляваща династия не е постигната. Швеция търси превъзходство при Балтика по време на Полско-шведските войни през 1617 – 1629 г., докато Османската империя настъпва от юг в битките при Цецора през 1620 г. и Хотин през 1621 г. Съюзена с Хабсбургската монархия, Жечпосполита не участва директно в Тридесетгодишната война. Управлението на Владислав IV е предимно мирно, а руското нашествие при Смоленската война от 1632 – 1634 г. е успешно отблъснато.

### Залез (1648 – 1764)

#### Потоп от войни
По време на управлението на Ян II Кажимеж Васа (1648 – 1668), третият и последен крал на династията, благородната демокрация попада в упадък в резултат на чужди нашествия и вътрешни безредици. Тези бедствия бързо се умножават и слагат край на полския златен век. Техният ефект е да превърне някога силната държава в крайно уязвима за чужди интервенции.
Казашкото Хмелницко въстание от 1648 – 1657 погълва югоизточните региони от Полската корона; неговите дългосрочни ефекти са разрушителни за Жечпосполита. Първото libretum veto (принцип, който дава правото на който и да е член от Сейма да се противопостави на решенията на мнозинството) е упражнено от депутат през 1652. Тази практика постепенно ще отслаби критично централното правителство на Полша. Малката северна война бушува в сърцето на полските земи през 1655 – 60, включително толкова брутално и разрушително нашествие в Полша, че днес е познато като Шведския потоп. Войната свършва през 1660 с Оливския договор, когато Полша губи някои свои северни територии. През 1657 с Велявско-бидгошчкия трактат се установява независимостта на Херцогство Прусия. Силите на Жечпосполита се справят добре в Полско-руската война (1654 – 67), но крайният резултат е окончателното поделяне на Украйна между Полша и Русия, както е договорено в Андрусовското примирие (1667). Към края на войната Любомирското въстание, голям въстанически магнат срещу краля, дестабилизира и отслабва държавата. Големите робски нападение на кримските татари също имат силно вредни последици за полската икономика. Merkuriusz Polski Ordynaryjny, публикуван през 1661 г., е първият полски вестник.
Наскърбен от скорошната смърт на жена си и фрустриран от катастрофалните политически неуспехи на управлението си, Ян II Кажимеж абдикира от трона през 1668 г. и бяга във Франция.

#### Ян III Собиески и последни военни победи
Полякът крал Михал Корибут е избран да заеме мястото на Ян II Кажимеж през 1669 г. Полско-турската война (1672 – 76) започва по време на неговото управление, което продължава до 1673, и продължава при наследника му Ян III Собиески. Собиески възнамерява да разшири Балтика (и подписва тайния договор Яворов с Франция през 1675), но вместо това е принуден да води войни с Османската империя. По този начин Собиески за кратко съживява военната мощ на Жечпосполита. Той побеждава разрастващите се мюсюлмани в битката при Хотин през 1673 и решително помага при Виена при турската атака в битката при Виена през 1683. Управлението на Собиески бележи най-високата точка в историята на Жечпосполита: в първата половина на XVIII век Полша спира да бъде активен участник в международната политика. Договорът Вечният мир с Русия от 1686 е окончателното гранично споразумение между двете държави преди Първото разделяне на Полша през 1772.
Жечпосполита, подложена на почти постоянна война до 1720, претърпява огромни загуби на населението и масивни вреди на икономиката и социалната структура. Правителството става неефективно в резултат на мащабните вътрешни конфликти, корумпирани законодателни процеси и манипулиране за чужди интереси. Аристокрацията пада под контрола на шепа враждуващи магнатски семейства с установени териториални области. Градското население и инфраструктура падат в развалини, заедно с повечето селски ферми, чиито жители са подложени на екстремни форми на крепостничество. Развитието на науката, културата и образованието спира.

#### Саксонски крале
Кралските избори от 1697 г. водят до изкачването на владетел от саксонската династия на Ветините, Август II Силни (управлявал от 1697 до 1733), който успява да се изкачи на престола едва след приемането на римокатолицизма. Наследник е синът му Август III, който управлява Полша от 1734 до 1763 г. Управлението на саксонските крале (като и двамата са курфюрсти на Саксония) е нарушено от конкуриращи се кандидати за трона. Великата северна война от 1700 – 1721, период, считан от съвременниците за временно затъмнение, е може би фаталният удар, който разрушава полската политическа система. Станислав Лешчински е назначен за крал през 1704 г., но само за няколко години. Тихият Сейм от 1717 г. бележи началото на съществуването на Полско-литовската държава като протекторат на Русия. През 1732 г. Русия, Австрия и Прусия, трите силни съседи на Полша, влизат в таен съюз, познат като Трактат на трите черни орела, с намерението да контролират бъдещата кралска приемственост в Полша. Войната за полската приемственост (1733 – 1735) избухва с цел подпомагането на Лешчински да се възкачи на трона за втори път. Сред значителна чуждестранна намеса, опитите му са неуспешни. Кралство Прусия става силна регионална власт и успява да измъкне полската историческа провинция Силезия от Хабсбургската монархия в Силезийските войни; това представлява все по-голяма заплаха за сигурността на Полша. Личната уния между Жечпосполита и Курфюрство Саксония довежда до възникването на реформаторски движения в Полша и началото на Полската просвещенска култура. Първата полска публична библиотека е библиотека Залуски, отворила врати през 1747 г.

### Реформи и загуба на държавност (1764 – 1795)

#### Чарториски реформи и Станислав Август Понятовски
През по-късната част на XVIII век се правят опити за фундаментални вътрешни реформи в Полско-литовската държава. Реформаторската дейност, първоначално насърчавана от магнатската фамилия Чарториски, провокира враждебна реакция и военен отговор от съседните сили, но създава условия, които стимулират икономическото подобрение. Най-гъстно населеният градски център, столицата Варшава, е заменена с Данциг (Гданск) като водещ търговски център. Последните десетилетия от съществуването на независима Жечпосполита са характеризирани с агресивни реформи и дълбок напредък в областта на образованието, интелектуалния живот, изкуството и еволюцията на социалната и политическа система.
Кралските избори през 1764 г. водят до издигането на Станислав Август Понятовски, изтънчен и светски аристократ, свързан с фамилията Чарториски, но ръчно подбран и наложен от императрица Екатерина II Велика, която очаква от него да бъде послушен неин последовател. Станислав Август управлява Полско-литовската държава до разпадането ѝ през 1795 г. Кралят прекарва управлението си разкъсан между желанието да осъществи реформите, необходими за спасяването на разпадащата се държава и възприеманата необходимост да остане подчинен на руските си спонсори.
Барската конфедерация (1768 – 1772) е бунт на благородниците, насочено директно срещу влиянието на Русия и Станислав Август, който е виждан като неин представител. Бунтът е воден с цел запазването на независимостта на Полша и традиционалните интереси на благородниците. След няколко години е поставен под контрол от сили на лояния крал и на Руската империя.
След потушаването на Барската конфедерация, части от държавата са разделени между Прусия, Австрия и Русия през 1772 г. по инициатива на Фридрих II Велики – действие, което става известно като Първата подялба на Полша – външните провинции на Полша са извзети от трите съседки.

## Разделена Полша
От края на XVIII век Жечпосполита е разделяна на три пъти и овладявана от три европейски сили, влезли постфактум в Свещения съюз: Руската империя, Свещената римска империя (от 1806 г. е Австрийска империя, която влиза в Свещения съюз) и Кралство Прусия. Невъзможността да се създаде централизация слага окончателно край на отслабената Полша през XVIII век. През XVIII век Жечпосполита е изправена пред множество вътрешни проблеми и е уязвима за външни влияния. Това дестабилизира политическата система и я довежда до ръба на анархията. Опитите за реформа, като предприетите от Четиригодишния сейм през 1788 – 1792 г. и завършили с Майската конституция от 1791 г., идват твърде късно. Събията довели до краха на Полша и опити тя да бъде възстановена.
- През 1815 следват поредица от руско-австрийско-пруски договори за подялба на Полша. Цар Александър I става крал на Полша. Създаване на Велико кралство Познан и на свободния град Краков. Обявяване на Конституцията на Александър I и неговото полско кралство.
- 1832 г. Николай I отменя с указ Полската конституция[1]

След последната анексия от Русия избухва т.нар. Полско въстание Полско въстание (1863 – 1864).
- При най-голямото си разширение, 1648 г.
- Първото разделяне, 1772 г.
- Второто разделяне, 1793 г.
- Третото разделяне, 1795 г.

## Първа световна война
През Първата световна война Полша все още е поделена между Германската империя, Русия и Австро-Унгария. След разгрома на Тройния съюз от Антантата картата на света е прекроена в интерес на победителите. Русия е разтърсена от революция през 1917, впоследствие и от гражданска война. Тези събития довеждат до ново прекрояване на картата и така Полша след 123 години несгоди се сдобива със свобода, собствена държава и независимост, макар че много голяма част от населението остава в Германската империя, Австро-Унгария и Русия. Единственият проблем на Полша е армията, защото всеки поляк, който е бил войник, е служил в някоя от трите окупаторски армии. През 1920 г., според Сталин и Ленин, Полша представлява бариера пред разпространението на руската революция в Европа. Целта на двамата предводители е да превземат Полша и после да покорят и света[източник? (Поискан днес)]. С много жертви и никакъв шанс за победа Полша начело с маршал Йозеф Пилсудски спира руснаците в тази Полско-съветска война, в която поляците са подкрепени от украинския хетман Петлюра и много украински казаци. Руснаците стигат до река Висла близо до Варшава, където с невероятна тактика Пилсудски и неговите войски обръщат защитата в нападение и така печелят битката за Варшава, известна като „чудото при Висла“.

## Втора полска република (1918 – 1939)

### Укрепване на националните граници и война със Съветска Русия
След повече от век чуждо управление Полша възвръща независимостта си в края на Първата световна война като един от резултатите от преговорите, които се състоят на Парижката мирна конференция през 1919 г. Версайският договор осигурява независима полска държава с излаз на море, но оставя някои от границите ѝ да бъдат решени от плебисцитите. Свободният град Данциг, населен най-вече от германци, получава отделен статут, който гарантира използването му като пристанище на Полша. В крайна сметка уреждането на германско-полската граница се оказва продължителен и сложен процес. Спорът спомага за възникването на Великополското въстание от 1918 – 1919 г., трите Силезийски въстания от 1919 – 1921 г., Варминско-мазурския плебисцит от 1920 г., Горносилезийския пебисцит от 1921 г. и Силезийската конвенция в Женева.
Други граници са уредени посредством война и последвали мирни договори. Общият брой на войните за граници са шест от 1918 до 1921 г., включително Полско-чехословашките конфликти за Тешин Силезия през януари 1919 г.
Колкото и тежки да са били граничните конфликти, Полско-съветската война от 1919 – 1921 е най-важната серия от военни действия от този период.